# 上察隅镇
上察隅镇是中国西藏自治区察隅县下辖的一个镇，位于县境西南部，南与印度接壤，2003年人口3002人，其中农牧民2882人。下辖16个村委会：布宗村、毕达村、荣玉村、亚中村、迟巴村、格拥村、体育村、米古村、松林村、阿扎村、翠兴村、目宗村、本堆村、贡古村、西巴村、四中村。